# إدجار جلاد
إدجار فيليب جلاد باشا صحفي مصري صاحب مؤسسة صحفية تصدر جريدة «الزمان» المسائية و«جورنال دي إيجيبت» (Le journal d'Egypte).
كان مقر المؤسسة في 11 شـارع الصحافة، بجوار مكاتب توزيع جريدة أخبار اليوم، والذي أصبح بعدها مقر جريدة الجمهورية بعد شرائه من صاحب الدار ادجار جلاد.
أصدر إدجار جلاد جريدة «الزمان» سنة 1947. حصل على رتبة الباشوية في 29 يوليو 1949.
كان ينظم جائزة فاروق الأول للصحافة الشرقية وهي الجائزة التي أسسها جلاد لتشجيع الصحفيين الشبان، كما أسس جائزة للصحافة العربية،

## الحياة الشخصية
والده هو فيليب جلاد مندوب قلم قضايا نظارة الحقانية و مؤلف قاموس الإدارة والقضاء